# San Diego Open 1980
Il San Diego Open 1980 è stato un torneo di tennis giocato sul cemento. 
È stata la 3ª edizione del torneo di San Diego, che fa parte WTA Tour 1980.
Si è giocato a San Diego negli USA dal 28 luglio al 3 agosto 1980.

## Campionesse

### Singolare
Tracy Austin ha battuto in finale  Wendy Turnbull con il punteggio di 6–1, 6–3

### Doppio
Tracy Austin /  Ann Kiyomura hanno battuto in finale  Rosemary Casals /  Wendy Turnbull con il punteggio di 3–6, 6–4, 6–3